# Liocichla bugunorum
Liocichla bugunorum là một loài chim trong họ Leiothrichidae Nó được phát hiện năm 1995 ở Arunachal Pradesh, Ấn Độ, và được mô tả như một loài mới năm 2006 bởi Ramana Athreya. Việc mô tả diễn ra mà không có mẫu vật điển hình vì chúng quá hiếm để liều bắt một con. Nó là một loài cực kỳ nguy cấp, với quần thể duy nhất ước tính gồm 14 cá thể, tác động của phát triển kinh tế đe dọa quần thể này.

## Mô tả
Liocichla bugunorum là một loài chim nhỏ (22 cm (8,7 in)) có bộ lông màu ô liu-xám và một cái mào đen. Vùng trước và sau mắt có các mảng màu cam-vàng, các mảnh vá trên cánh màu vàng, đỏ, và trắng. Đuôi màu đen với lớp lông dưới đuôi màu đỏ thẫm và mút đuôi màu đỏ. Chân màu hồng và mỏ màu đen. Giọng hót được mô tả là thánh thót và đặc biệt.

## Phân bố và môi trường sống
Chúng sống ở độ cao 2,000 m (6 ft 6,7 in) trên sườn đồi có cây bụi và cây gỗ nhỏ, một cá thể được quan sát thấy ở bìa rừng nguyên sinh. Vào tháng một có thể quan sát chúng bay thành nhóm nhỏ, bay thành cặp vào tháng 5, ước tính có tổ cộng 14 cá thể. Hiện chỉ có một khu vực có Liocichla bugunorum. Các quần thể khác được hy vọng sẽ tìm thấy ở Arunachal Pradesh hay vùng lân cận thuộc Bhutan.